# Nicolae Teclu
Nicolae Teclu (n. 18 octombrie 1839, Brașov - d. 13/26 iulie 1916, Viena, Austria) a fost un chimist român de renume internațional, membru al Academiei Române din 1879, susținător al ideii de eliberare națională a românilor din Transilvania. Inițial a studiat ingineria și arhitectura, iar apoi chimia. Ulterior și-a continuat cariera devenind profesor de chimie generală și chimie analitică la Viena. A avut o contribuție substanțială la dezvoltarea chimiei mondiale. Unul dintre subiectele cercetate de el a fost flacăra, realizând un arzător (bec) performant, ce a păstrat numele de Bec (arzător) Teclu.

## Biografie
S-a născut în 1839, la Brașov, urmând studiile liceale tot aici. Până la nașterea acestuia, studiul chimiei era slab dezvoltat. A terminat Institutul Politehnic din Viena, secția Chimie, și Academia de Arte Frumoase din München, secția Arhitectură. Mai târziu, acesta devine profesor de chimie la Școalele Centrale Române greco-ortodoxe din Brașov. În 1890 obține brevet pentru realizarea invenției sale, arzătorul cu mecanism de reglare a raportului dintre aer și gaz. "Becul" său produce o flacără mai fierbinte decât Becul Bunsen și deci este superior acestuia. Folosirea acestui tip de arzător este răspândită în România, dar și în întreaga lume. 
Domeniile care au fost studiate de el includ:
- Studii de rezistență a hârtiei și a fibrelor lemnoase
- Pigmenți minerali
- Uleiuri utilizate în pictură
- Combustia gazelor

Tot lui îi aparțin o serie de aparate de laborator păstrate în prezent la Universitatea din București. Cele mai importante sunt aparatul pentru detectarea metanului și un altul pentru prepararea ozonului. A analizat chimia unui meteorit găsit în 1870 la Goalpara, India.

## Premii și recunoașteri
Este Cavaler al Ordinului Franz Joseph.
A primit Medalia „Bene Merenti” (aprilie 1905).
Nicolae Teclu rămâne unul dintre primii chimiști români care s-au făcut cunoscuți și sunt recunoscuți la nivel internațional. În plus, o parte din școlile sau liceele cu profil de chimie din România poartă numele acestuia. Unul dintre acestea este Liceul Tehnologic „Nicolae Teclu” din Copșa Mică, Județul Sibiu.